# A Year Without Rain
A Year Without Rain ist das zweite Studioalbum der US-amerikanischen Band Selena Gomez & the Scene. Es erschien am 21. September 2010 unter dem Label Hollywood Records und enthält die Singles Round & Round und A Year Without Rain.

## Hintergrund
Anfang des Jahres 2010 kündigte Gomez an, dass sie und ihre Band an einem neuen Album arbeiteten. Sie beschrieb, dass das Album anders als ihr erstes Album Kiss & Tell klingen solle, da sie und ihre Musik gereift seien und es Elemente aus der Reggae-Musik enthalte. Am 17. August 2010 kündigte Gomez die Titelliste des Albums an, welches daraufhin am 21. September 2010 erschien.

## Veröffentlichte Singles

### Round & Round
Die erste Single des Albums, Round & Round erschien am 22. Juni 2010. Das Musikvideo, welches in Budapest gedreht wurde, erschien bereits zwei Tage zuvor. Das Lied erreichte Platin-Status in den Vereinigten Staaten.

### A Year Without Rain
Die zweite Single A Year Without Rain erschien vier Tage nach der Veröffentlichung des dazugehörigen Musikvideos am 7. September 2010. Eine spanische Version des Liedes wurde unter dem Titel Un Año Sin Lluvia mit dem gleichen Musikvideo veröffentlicht. Mit Platz drei in Belgien und Bulgarien erhielt die Single dort ihre höchsten Chartpositionen.

## Titelliste
| #   | Titel                          | Songwriting                                                            | Länge |
| --- | ------------------------------ | ---------------------------------------------------------------------- | ----- |
| 1.  | Round & Round                  | Kevin Rudolf, Andrew Bolooki, Fefe Dobson, Jeff Halavacs, Jacob Kasher | 3:06  |
| 2.  | A Year Without Rain            | Lindy Robbins, Toby Gad                                                | 3:54  |
| 3.  | Rock God                       | Katy Perry, Printz Board, Victoria Jane Horn, Ahmed Bittar             | 3:08  |
| 4.  | Off the Chain                  | Tim James, Antonina Armato, Devrim Karaoglu                            | 4:03  |
| 5.  | Summer's Not Hot               | Antonina Armato, Tim James, Nadir Khayat                               | 3:05  |
| 6.  | Intuition (mit Eric Bellinger) | Toby Gad, Eric Bellinger, Lindy Robbins                                | 2:59  |
| 7.  | Spotlight                      | Peer Åström, Shelly Peiken, Adam Anders, Nikki Hassman                 | 3:31  |
| 8.  | Ghost of You                   | Shelly Peiken, Jonas Jeberg, Rasmus Seebach, Ahmed Bittar              | 3:23  |
| 9.  | Sick of You                    | Matt Squire, Lucas Banker                                              | 3:23  |
| 10. | Live Like There's No Tomorrow  | Matt Bronleewe, Nicky Chinn, Andrew Fromm, Meghan Kabir                | 4:07  |

## A Year Without Rain Tour
Gomez und ihre Band gingen mit dem Album vom 20. Oktober 2010 bis zum 14. Mai 2011 auf die A Year Without Rain Tour, die durch Nordamerika, Südamerika und Europa führte.

## Rezeption

### Chartplatzierungen
| ChartsChartplatzierungen       | Höchstplatzierung | Wochen |
| ------------------------------ | ----------------- | ------ |
| Deutschland (GfK)              | 22 (16 Wo.)       | 16     |
| Österreich (Ö3)                | 19 (11 Wo.)       | 11     |
| Schweiz (IFPI)                 | 37 (9 Wo.)        | 9      |
| Vereinigtes Königreich (OCC)   | 14 (8 Wo.)        | 8      |
| Vereinigte Staaten (Billboard) | 4 (55 Wo.)        | 55     |

| ChartsJahrescharts (2010)      | Platzierung |
| ------------------------------ | ----------- |
| Vereinigte Staaten (Billboard) | 144         |

| ChartsJahrescharts (2011)      | Platzierung |
| ------------------------------ | ----------- |
| Vereinigte Staaten (Billboard) | 67          |

### Auszeichnungen für Musikverkäufe
| Land/Region                  | Auszeichnungen für Musikverkäufe (Land/Region, Auszeichnung, Verkäufe) | Verkäufe  |
| ---------------------------- | ---------------------------------------------------------------------- | --------- |
| Brasilien (PMB)              | Gold                                                                   | 20.000    |
| Chile (IFPI)                 | Platin                                                                 | 15.000    |
| Kanada (MC)                  | Gold                                                                   | 40.000    |
| Polen (ZPAV)                 | Platin                                                                 | 20.000    |
| Portugal (AFP)               | Gold                                                                   | 10.000    |
| Spanien (Promusicae)         | Gold                                                                   | 30.000    |
| Vereinigte Staaten (RIAA)    | Gold                                                                   | 817.000   |
| Vereinigtes Königreich (BPI) | Silber                                                                 | 60.000    |
| Insgesamt                    | 1× Silber · 5× Gold · 2× Platin ·                                      | 1.012.000 |

Hauptartikel: Selena Gomez/Auszeichnungen für Musikverkäufe